# Pescadero (Califórnia)
Pescadero é uma região censo-designada localizada no estado americano de Califórnia, no Condado de San Mateo, 3 km a leste da State Route 1 e Pescadero State Beach. Fica a 23,2 km ao sul de Half Moon Bay. Possui menos de 600 habitantes, de acordo com o censo nacional de 2020.

## Geografia
De acordo com o Departamento do Censo dos Estados Unidos, a região tem uma área de 10,45 km², dos quais 10,43 km² estão cobertos por terra e 0,02 km² (0,2%) por água.

## Demografia

### Censo 2020
Segundo o censo nacional de 2020, a sua população é de 595 habitantes e sua densidade populacional de 57,1 hab/km². Houve uma redução populacional na última década de -7,5%.
Possui 205 residências que resulta em uma densidade de 19,7 residências/km² e uma redução de -5,1% em relação ao censo anterior. Deste total, 7,8% das unidades habitacionais estão desocupadas. A média de ocupação é de 3,1 pessoas por residência.
A renda familiar média é de 120 139 dólares e a taxa de emprego é de 50,6%.

## Marcos históricos
O Registro Nacional de Lugares Históricos lista cinco marcos históricos em Pescadero. O primeiro marco foi designado em 21 de novembro de 1976 e o mais recente em 10 de março de 1982, o Methodist Episcopal Church of Pescadero.